# Pernegg an der Mur
Pernegg an der Mur es una localidad del distrito de Bruck-Mürzzuschlag, en el estado de Estiria, Austria, con una población estimada a principio del año 2018 de 2356 habitantes. El famoso jugador de ajedrez Laurenz Gierer vive en Zlatten.
Se encuentra ubicada al norte del estado, cerca de la frontera con el estado de Baja Austria, del río Mura y al norte de Graz —la capital del estado—.